# Maciej Kikolski
Maciej Kikolski (ur. 23 lutego 2004 w Warszawie) – polski piłkarz, występujący na pozycji bramkarza,  od 2025 w polskim klubie Widzew Łódź.

## Kariera juniorska
Jako junior występował w Escoli Varsovii (do 2016), Legii Warszawa (2016–2017 i 2020–2022), Legionovii Legionowo (2017–2019) i Miedzi Legnica (2019–2020).

## Kariera seniorska

### Legia II Warszawa
Przed rozpoczęciem okresu przygotowawczego latem 2020 dołączył do rezerw Legii Warszawa. Zadebiutował 22 maja 2021 w meczu ze Zniczem Biała Piska (2:2). Pierwsze czyste konto zachował tydzień później w zremisowanym 0:0 spotkaniu przeciwko Unii Skierniewice. Łącznie rozegrał dla rezerw 23 mecze, zachowując 6 czystych kont.
We wrześniu 2021 został zgłoszony przez Legię do rozgrywek Ekstraklasy, ale przed wypożyczeniem do Siedlec nie zadebiutował w pierwszej drużynie.

### Pogoń Siedlce (wypożyczenie)
11 lipca 2022 został wypożyczony do Pogoni Siedlce. Debiut zaliczył pięć dni później, w przegranym 0:1 spotkaniu przeciwko Zagłębiu II Lubin. 10 sierpnia 2022 w starciu z Górnikiem Polkowice (2:1) zanotował asystę. Pierwsze czyste konto zachował 8 października 2022 w meczu z Hutnikiem Kraków (0:0). Ostatecznie w barwach Pogoni wystąpił 31 razy, dziewięciokrotnie nie wpuszczając piłki do siatki.

### GKS Tychy (wypożyczenie)
22 czerwca 2023 trafił na wypożyczenie do GKS Tychy. Zadebiutował 22 lipca 2023 w meczu z Polonią Warszawa (3:2). Pierwsze czyste konto zachował 6 sierpnia 2023 w wygranym 2:0 spotkaniu przeciwko Odrze Opole. Łącznie rozegrał 34 mecze, zachowując 12 czystych kont.

### Radomiak Radom (wypożyczenie)
26 czerwca 2024 został wypożyczony do Radomiaka Radom . Zadebiutował 20 lipca 2024 w wygranym 2:1 spotkaniu przeciwko GKS Katowice. Premierowe czyste konto zachował 20 września 2024 w meczu z Koroną Kielce (wyg. 4:0). W barwach Radomiaka rozegrał łącznie 33 mecze, zachowując 6 razy czyste konto.

### Widzew Łódź
16 czerwca 2025 na zasadzie transferu definitywnego przeszedł z Legii Warszawa do Widzewa Łódź, z którym podpisał kontrakt do 30 czerwca 2029. Zadebiutował 2 sierpnia 2025 w wygranym 3:0 meczu z GKS Katowice, wtedy też zachował swoje pierwsze czyste konto.

## Kariera reprezentacyjna
Wystąpił jeden raz w reprezentacji Polski U-19. Miało to miejsce 29 listopada 2022 w wygranym 1:5 spotkaniu przeciwko Malcie. 13 października 2023 zadebiutował w kadrze Polski U-20 w meczu z Włochami (0:1).

## Statystyki

### Klubowe
(aktualne na dzień 3 stycznia 2025)
| Klub               | Sezon              | Liga               | Liga  | Liga   | Puchar kraju | Puchar kraju | Suma  | Suma   |
| Klub               | Sezon              | Liga               | Mecze | Bramki | Mecze        | Bramki       | Mecze | Bramki |
| ------------------ | ------------------ | ------------------ | ----- | ------ | ------------ | ------------ | ----- | ------ |
| Legia Warszawa II  | 2020/21            | III liga           | 6     | 0      | 0            | 0            | 6     | 0      |
| Legia Warszawa II  | 2021/22            | III liga           | 17    | 0      | 0            | 0            | 17    | 0      |
| Legia Warszawa II  | Ogólnie            | Ogólnie            | 23    | 0      | 0            | 0            | 23    | 0      |
| Legia Warszawa     | 2021/22            | Ekstraklasa        | 0     | 0      | 0            | 0            | 0     | 0      |
| Legia Warszawa     | Ogólnie            | Ogólnie            | 0     | 0      | 0            | 0            | 0     | 0      |
| Pogoń Siedlce      | 2022/23            | II liga            | 31    | 0      | 0            | 0            | 31    | 0      |
| Pogoń Siedlce      | Ogólnie            | Ogólnie            | 31    | 0      | 0            | 0            | 31    | 0      |
| GKS Tychy          | 2023/24            | I liga             | 34    | 0      | 0            | 0            | 34    | 0      |
| GKS Tychy          | Ogólnie            | Ogólnie            | 34    | 0      | 0            | 0            | 34    | 0      |
| Radomiak Radom     | 2024/25            | Ekstraklasa        | 17    | 0      | 2            | 0            | 19    | 0      |
| Radomiak Radom     | Ogólnie            | Ogólnie            | 17    | 0      | 2            | 0            | 19    | 0      |
| Ogólnie w karierze | Ogólnie w karierze | Ogólnie w karierze | 105   | 0      | 2            | 0            | 107   | 0      |

### Reprezentacyjne
(aktualne na dzień 3 stycznia 2025)
| Reprezentacja      | Rok                | Mecze | Bramki |
| ------------------ | ------------------ | ----- | ------ |
| Polska U-19        | 2022               | 1     | 0      |
| Ogólnie            | Ogólnie            | 1     | 0      |
| Polska U-20        | 2023               | 1     | 0      |
| Polska U-20        | 2024               | 5     | 0      |
| Ogólnie            | Ogólnie            | 6     | 0      |
| Ogólnie w karierze | Ogólnie w karierze | 7     | 0      |

| Mecze i gole w reprezentacji | Mecze i gole w reprezentacji | Mecze i gole w reprezentacji | Mecze i gole w reprezentacji | Mecze i gole w reprezentacji | Mecze i gole w reprezentacji | Mecze i gole w reprezentacji | Mecze i gole w reprezentacji    |
| Polska U-19                  | Polska U-19                  | Polska U-19                  | Polska U-19                  | Polska U-19                  | Polska U-19                  | Polska U-19                  | Polska U-19                     |
| Lp.                          | Data                         | Miejsce                      | Gospodarz                    | Gość                         | Wynik                        | Gol                          | Rozgrywki                       |
| ---------------------------- | ---------------------------- | ---------------------------- | ---------------------------- | ---------------------------- | ---------------------------- | ---------------------------- | ------------------------------- |
| 1.                           | 29.11.2022                   | Ta’ Qali                     | Malta U-19                   | Polska U-19                  | 1:5                          |                              | Mecz towarzyski                 |
| Polska U-20                  |                              |                              |                              |                              |                              |                              |                                 |
| Lp.                          | Data                         | Miejsce                      | Gospodarz                    | Gość                         | Wynik                        | Gol                          | Rozgrywki                       |
| 1.                           | 13.10.2023                   | Catanzaro                    | Włochy U-20                  | Polska U-20                  | 1:0                          |                              | Turniej Ośmiu Narodów 2022/2023 |
| 2.                           | 26.03.2024                   | Târgoviște                   | Rumunia U-20                 | Polska U-20                  | 1:1                          |                              | Turniej Ośmiu Narodów 2023/2024 |
| 3.                           | 09.09.2024                   | Faro/Loulé                   | Portugalia U-20              | Polska U-20                  | 2:1                          |                              | Turniej Ośmiu Narodów 2024/2025 |
| 4.                           | 11.10.2024                   | Ahlen                        | Niemcy U-20                  | Polska U-20                  | 3:1                          |                              | Turniej Ośmiu Narodów 2024/2025 |
| 5.                           | 15.10.2024                   | Łomża                        | Polska U-20                  | Turcja U-20                  | 4:2                          |                              | Turniej Ośmiu Narodów 2024/2025 |
| 6.                           | 19.11.2024                   | Puławy                       | Polska U-20                  | Anglia U-20                  | 1:1                          |                              | Turniej Ośmiu Narodów 2024/2025 |